# Conu
Conu är en ort i Azerbajdzjan.   Den ligger i distriktet Lerik Rayonu, i den södra delen av landet, 230 km sydväst om huvudstaden Baku. Conu ligger 1 365 meter över havet och antalet invånare är 421.
Terrängen runt Conu är huvudsakligen kuperad, men österut är den bergig. Närmaste större samhälle är Lerik, 19,2 km norr om Conu. 
Trakten runt Conu består i huvudsak av gräsmarker. Runt Conu är det ganska tätbefolkat, med 129 invånare per kvadratkilometer.